# Counter-Strike Online
Counter-Strike Online è una versione dello sparatutto in prima persona Counter-Strike realizzato per il mercato asiatico; è stato sviluppato dalla azienda della Corea del Sud Nexon Corporation in collaborazione con Valve Corporation. Utilizza un sistema di micropagamento tramite una versione modificata di Steam.

## Modalità di gioco
Nel gioco sono state aggiunte alcune particolarità rispetto alle precedenti edizioni, come la presenza di personaggi femminili, molte più armi (con tanto di nuove modifiche alle armi precedenti). Alcune armi sono bloccate di default, ma si possono sbloccare con le GASH, cioè denaro virtuale acquistabile dal mondo reale oppure guadagnabile giocando con le armi non bloccate.
Viene riproposta la modalità "Zombie", in cui l'obiettivo è sopravvivere a ondate di zombies che trasformano in loro simili tutti gli umani che colpiscono (a corpo-a-corpo), e un'altra modalità, la "Zombie Union Mode", in cui gruppi di umani devono respingere gruppi di zombies che diventno più numerosi man mano che si avanza nel gioco. La "Challenge Mode" è una sfida tra giocatori, in due differenti tipi di mappa. L'obiettivo non è uccidere i nemici (ma lo si può fare comunque), ma raggiungere il miglior tempo di squadra. Ci sono mappe saltanti, con terreni di pendenza variabile e con muri di altezza variabile. I checkpoint sono piazzati in alcuni punti della mappa e servono alla resurrezione dei morti e ad avvertire la velocità del team avversario rispetto al proprio.